# Erik Wästberg
För artiklar om andra personer med liknande namn se Erik Westberg (olika betydelser).
Erik Wästberg, född 13 maj 1905 i Fjäle, Bollnäs socken, död 24 december 1954 i Stockholm, var en svensk publicist och chefredaktör.

## Biografi
Erik Wästberg var son till byggmästare Olof Wästberg och Helena, född Eriksson. Han studerade vid Uppsala universitet 1924−1927, och blev därefter verksam som journalist vid Nya Dagligt Allehanda (NDA). Han lämnade 1935 för några år denna tidning och arbetade en kort tid vid Idun och därefter 1935–1938 för Vecko-Journalen. Samtidigt var han 1935–1942 redaktör för Järnhandlaren. Från 1938 var han åter knuten till Nya Dagligt Allehanda, från 1942 som dess chefredaktör. 1940 var han även redaktör för På vakt.
När NDA efter en ekonomisk kris 1944 köptes upp av Dagens Nyheter och lades ner, övergick han till en tjänst som medarbetare vid Svenska Dagbladet. Vid sidan av sin publicistiska verksamhet var Wästberg VD för Rekolid och styrelseledamot i flera andra bolag inom tillverkningsindustrin. 
Wästberg gav ut några böcker, däribland Gustaf Dalén – En stor svensk (1938), Skördetid (1955) som är en samling kåserier som publicerats i Svenska Dagbladet, och Hur svenska folket lever (1941) som är en sociologisk studie av Sverige.
1932 gifte sig Wästberg med Greta Wästberg, född Hirsch (1912−2006), dotter till direktör Erik Hirsch och Lisa, född Sachs och syster till Margot Höjering. Erik Wästberg var far till Per Wästberg, Olle Wästberg och Lena Billing.